# Pagano Sobrinho
Pagano Sobrinho, nome artístico de Fioravante Pagano Sobrinho (São Paulo, 1910 - São Paulo, 23 de outubro de 1972) foi um ator, apresentador e humorista brasileiro.

## Biografia
Nasceu na cidade de São Paulo, descendente de uma família italiana, era Ator, humorista, comediante e apresentador de programas, teve uma carreira de mais de 30 anos no rádio, cinema e na TV.
No rádio alcançou o sucesso na década de 1950 com o programa de humor As Paganadas, e na década de 1960 chegou ao cinema e à televisão. No cinema brilhou em filmes como "A Estrada (1956)",, Barnabé, Tu És Meu, no papel do homem do pirulito, Casei-me com um Xavante, "Vou Te Contá..." e "O Homem das Encrencas", de 1964, em que fez o papel do vizinho. Seu papel mais conhecido foi no filme "O Bandido da Luz Vermelha".
Na televisão ele apresentou por alguns anos o programa É Proibido Colar Cartazes, na TV Record, onde recebia calouros e contava piadas e causos. Pagano tinha sempre tiradas, frases e interjeições muito engraçadas. Por esse trabalho, recebeu o Prêmio Helena Silveira.
Um de seus quadros mais hilariantes era o que ele apresentava na Praça da Alegria (TV Record), contracenando com a também hilária Maria Teresa. Nesse quadro, Pagano Sobrinho fazia o intérprete que traduzia para o Manuel da Nóbrega as perguntas que ele fazia para a Lady Grace Benedita, uma pseudomilionária inglesa de passagem pelo Brasil.
Foi parceiro de Adoniran Barbosa em algumas músicas, infelizmente perdidas.
Ele morreu em São Paulo, de infarto, em 1972.

## Filmografia
| Ano  | Título                    | Personagem                           |
| ---- | ------------------------- | ------------------------------------ |
| 1950 | Um Beijo Roubado          | —                                    |
| 1952 | Barnabé, Tu És Meu        | Homem do pirulito                    |
| 1956 | A Estrada                 | —                                    |
| 1957 | Casei-me com um Xavante   | Euclides Boavida / Cacique Parabussu |
| 1958 | Vou Te Contá...           | Dondoca                              |
| 1964 | O Homem das Encrencas     | Vizinho                              |
| 1968 | O Bandido da Luz Vermelha | J. B. da Silva                       |